# Kasipet
Kasipet är en ort i Indien.   Den ligger i distriktet Ādilābād och delstaten Telangana, i den centrala delen av landet, 1 100 km söder om huvudstaden New Delhi. Kasipet ligger 190 meter över havet och antalet invånare är 6 015.
Terrängen runt Kasipet är platt åt nordost, men åt sydväst är den kuperad. Runt Kasipet är det tätbefolkat, med 735 invånare per kvadratkilometer. Närmaste större samhälle är Bellampalli, 6,6 km nordost om Kasipet. Omgivningarna runt Kasipet är en mosaik av jordbruksmark och naturlig växtlighet.